# Rășină schimbătoare de ioni

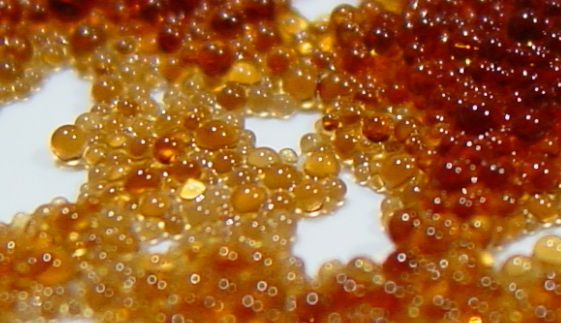
Aspectul microsferelor dintr-o rășină schimbătoare de ioni

O rășină schimbătoare de ioni este o rășină care poate acționa ca mediu pentru un proces de schimb ionic. Este alcătuită dintr-o matrice insolubilă sub formă de sfere de dimensiuni reduse (cu raza de 0,25–0,5 mm), fabricată dintr-un substrat organic polimeric. Sferele sunt frecvent poroase, oferind o suprafață mare de contact, iar la interior are loc schimbul de ioni. Cele mai multe rășini comerciale sunt fabricate din polistiren-sulfonat. Rășinile schimbătoare de anioni se mai numesc și anioniți, iar cele de cationi se numesc cationiți.
Rășinile schimbătoare de ioni sunt utilizate în diverse procese, de separare, purificare și decontaminare. Cele mai comune exemple sunt dedurizarea apei și purificarea apei.

## Tipuri de rășini
Principalele tipuri de rășini schimbătoare de ioni, după grupele funcționale conținute, sunt:
- puternic acide, de obicei conțin grupe funcționale de tip acid sulfonic (ex: sodiu polistiren sulfonat);
- slab acide, de obicei conțin grupe funcționale acid carboxilic (ex: carboxilat);
- puternic bazice, de obicei conțin grupe funcționale de tip amoniu cuaternar (ex: trimetilamoniu);
- slab bazice, de obicei conțin grupe funcționale amino primare, secundare și/sau terțiare (ex: polietilen-amină);